# Hauts-Bassins
Hauts-Bassins je jedna od trinaest administrativnih regija Burkine Faso.
Nastala je 2. srpnja 2001. Stanovništvo Hauts-Bassinsa brojilo je 1,410.284 stanovnika u 2006. godini. Glavni grad regije je Bobo-Dioulasso. Tri provincije čine regiju: Houet, Kenedougou i Tuy.